# NK Slavonac Nova Kapela
NK Slavonac Nova Kapela je hrvatski amaterski nogometni klub iz Nove Kapele. U sezoni 2018./19. se natjecao u 1. ŽNL Brodsko-posavska. Adresa kluba je Ulica Vladimira Nazora 28, 35410 Nova Kapela. Predsjednik kluba je Josip Čevizović. NK Slavonac je klub s dugom i uspješnom tradicijom osnovan po dokumentima 1923. godine.

## Vanjske poveznice
- NK Slavonac iz Nove Kapele na Facebooku
- NK Slavonac iz Nove Kapele, Blog
- Klupski profil  Arhivirana inačica izvorne stranice od 18. lipnja 2015. (Wayback Machine) na Transfermarktu